# 豈有此理～蔦重繁華如夢故事～
《豈有此理〜蔦重繁華如夢故事〜》 ，日本放送協會製作的第64部大河劇，自2025年1月5日起，於日本時間每週日晚間八點於NHK綜合頻道播出，由橫濱流星主演。

## 故事內容與簡介
講述有被稱為「江戶藝文產業大王」的時代寵兒—出版商人蔦屋重三郎（人稱「蔦重」）的一生；在文化興盛的江戶時代，發掘喜多川歌麿、葛飾北齋、山東京傳、瀧澤馬琴等藝術家，並將日本史最大謎團之一的東洲齋寫樂出版問世的故事。

## 登場人物

### 主角
- 蔦屋重三郎（日语：蔦屋重三郎）

演出：橫濱流星（幼年：高木波瑠）
本作主角，茶屋「蔦屋」經營租書的青年。

### 耕書堂
- 唐丸→捨吉→喜多川歌麿

演出：渡邊斗翔→染谷將太
重三郎於火場救出的神秘少年。
- 津與

演出：高岡早紀
重三郎生母。
- たか

演出：島本須美
耕書堂的女員工。

### 駿河屋與蔦屋
- 駿河屋市右衛門

演出：高橋克實
引手茶屋「駿河屋」的老闆，收養重三郎。
- 富士（ふじ）

演出：飯島直子
駿河屋的女老闆，收養重三郎。
- 次郎兵衛

演出：中村蒼
市右衛門與ふじ之子。
- 留四郎

演出：水澤林太郎
與重三郎一起工作的青年。
- 丁稚

演出：石塚陸翔
- 富久

演出：丸山禮
次郎兵衛之妻。

### 吉原
松葉屋
- 花之井（日语：瀬川）

演出：小芝風花（幼年：前田花）
重三郎的青梅竹馬，松葉屋的呼出花魁，日後的第五代瀨川。
- 松葉屋半左衛門

演出：正名僕藏
松葉屋的老闆。
- 稻（いね）

演出：水野美紀
松葉屋的女老闆。
- 空蟬（うつせみ）

演出：小野花梨
松葉屋的座敷持花魁。
- 松之井

演出：久保田紗友
松葉屋的呼出花魁。
- 豐島（とよしま）

演出：珠城りょう
松葉屋的番頭新造。
- 雅

演出：山下容莉枝
松葉屋的監督。
- 櫻／菖蒲

演出：金子莉彩／吉田帆乃華
松葉屋的見習遊女。
- 花園／花里

演出：平尾菜菜花／齋藤櫻
松葉屋的振袖新造。
- 咲

演出：新井美羽
被賣到松葉屋的武家之女。
- 初

演出：長野里美
松葉屋宿舍的管理人。
大文字屋
- 大文字屋市兵衛（日语：大文字屋文楼）

演出：伊藤淳史
大文字屋的老闆。
- 二代目大文字屋市兵衛（日语：加保茶元成）

演出：伊藤淳史（二役）
大文字屋第二代老闆。
- 香織→誰袖

演出：稲垣来泉→福原遙
大文字屋的得意門生。
- しげ

演出：山村紅葉
大文字屋的監督。
二文字屋
- 菊（きく）

演出：片瀨梨乃
二文字屋的女老闆。
- 朝顏

演出：愛希禮夏
二文字屋的遊女，松葉屋的前花魁。
- 千鳥（ちどり）

演出：中島瑠菜
二文字屋的遊女。
- 春風／音羽／歌浦

演出：青山美鄉／大田路／馬渡綾
二文字屋的遊女。
其他吉原的住民
- 半次郎

演出：六平直政
蕎麥屋「つるべ蕎麥」的店主。
- 律（りつ）

演出：安達祐實
大黑屋的女老闆。
- 扇屋宇右衛門

演出：山路和弘
扇屋的老闆。
- 若木屋與八

演出：本宮泰風
若木屋的老闆。
- 志津山

演出：東野絢香
玉屋的座敷持花魁。
- 丁子屋長十郎／長崎屋小平治／桐屋伊助／伊勢屋九平治／玉屋庄兵衛／萬字屋半四郎／泉屋與市／井筒屋孫兵衛／山口巴屋平助

演出：島英臣／千葉清次郎／金隆夫／會田泰弘／岡山和之／岡けんじ／車邦秀／佐藤政之／真木仁
吉原各店家老闆
- 女郎

吉高寧寧／藤加奈／與田鈴
與朝顔一同被拋棄的女屍。
- 龜菊／勝山／常磐木／玉川／嬉野

演出：大塚萌香／平館真生／椛島光／木下晴香／染谷知里
「一目千本」內列出的花魁。
- 若波

演出：玉田志織
女郎。
吉原的客人
- 吉原的客人

演出：猴子大猩猩
- 豪商

演出：林家三平

### 江戶市中
平賀源內與關係者
- 平賀源內

演出：安田顯
江戶時期的蘭學者、作家、礦山開發者、發明家。
- 小田新之助

演出：井之脇海
與平賀源內一同行動的浪人。
- 平秩東作（日语：平秩東作）

演出：木村了
内藤新宿的煙草商，平賀源內的搭擋，戲作家、狂歌師。
- 瀨川菊之丞（日语：瀬川菊之丞 (2代目)）

演出：花柳壽樂
歌舞伎演員，平賀源內過世的戀人。
- 阿久

演出：東雲海
新之助的熟人。
- 彌七

演出：片桐仁
幫忙平賀源內製作靜電產生裝置的村民。
- 久五郎

演出：齊藤友曉
自稱木工，提供免費屋子給平賀源內。
- 丈右衛門

演出：矢野聖人
自稱旗本的用人，受託平賀源內修建屋子。
鱗形屋
- 鱗形屋孫兵衛（日语：鱗形屋孫兵衛）

演出：片岡愛之助
書店老闆，重三郎最初的老師，日後成為對手。
- 綾

演出：蜂谷真未
- 鱗形屋長兵衛

演出：三浦獠太
孫兵衛之子。
- 萬次郎

演出：野村萬稔
孫兵衛次男。
- 藤八

演出：德井優
鱗形屋的番頭。
- 德兵衛

演出：山本圭祐
鱗形屋的伙計。
出版商
- 須原屋市兵衛（日语：須原屋市兵衛）

演出：里見浩太朗
日本橋的大型書商。
- 鶴屋喜右衛門（日语：鶴屋喜右衛門）

演出：風間俊介
書店「鶴屋」老闆。
- 西村屋與八（日语：西村屋与八）

演出：西村雅彥
書商，重三郎的對手。
- 忠七

演出：齊木哲
西村屋的夥計。
- 小泉忠五郎

演出：芹澤興人
淺草的出版商。
- 岩戶屋源八（日语：岩戸屋源八）／村田屋治郎兵衛（日语：村田屋治郎兵衛）／奧村屋源六（日语：奥村源六）／松村屋彌兵衛（日语：松村弥兵衛）

演出：中井和哉／松田洋治／關智一／高木涉
書商。
- 丸屋小兵衛（日语：丸屋小兵衛）

演出：鷹尾鷹
書商。
- 阿貞

演出：橋本愛
丸屋的女老闆，丸屋小兵衛的女兒，日後重三郎之妻。
- 巳吉

演出：中川翼
丸屋的夥計。
- 丈夫

演出：新名基浩
阿貞的前夫。
畫家、戲作家
- 平澤常富（日语：平沢常富）

演出：尾美利德
江戶城的外交官，戲作家。
- 勝川春章

演出：前野朋哉
當代第一的演員畫畫家，葛飾北齋之師。
- 北尾重政（日语：北尾重政）

演出：橋本淳
重三郎為了「一目千本」委託的畫家。
- 礒田湖龍齋

演出：鐵拳
畫家。
- 北尾政演（山東京傳）

演出：古川雄大
畫家，戲作家。
- 倉橋格（戀川春町）（日语：恋川春町）

演出：岡山天音
畫家，戲作家。
- 北川豐章→志水燕十（日语：志水燕十）

演出：加藤虎之介
畫家。
- 鳥山石燕

演出：片岡鶴太郎
以妖怪畫聞名的畫家。
- 唐來三和（日语：唐来参和）

演出：山口森廣
戲作家，狂歌師。
- 北尾政美（日语：北尾政美）

演出：高島豪志
畫家。
- 芝全交（日语：芝全交）

演出：龜田佳明
戲作家。
狂歌師
- 大田南畝

演出：桐谷健太
幕臣，狂歌師，狂歌三大家之一，狂名四方山人、四方赤良。
- 朱樂菅江（日语：朱楽菅江）

演出：濱中文一
戲作家，狂歌師，狂歌三大家之一。
- 湯屋的主人→元木網（日语：高嵩松）

演出：小野田安秀
湯屋的主人，狂歌師，狂名元木網。
- 智惠內子

演出：水樹奈奈
元木網之妻，女性狂歌師。
- 宿屋飯盛（日语：石川雅望）

演出：又吉直樹
狂歌四天王之一。
藝人與關係者
- 富本午之助（日语：富本豊前太夫）

演出：寬一郎
富本節的太夫。
- 市川門之助（日语：市川門之助 (2代目)）

演出：濱尾範高
歌舞伎演員。
- 名見崎德治（日语：名見崎徳治）

演出：中野英樹
富本節的三味線演奏者。
- 烏亭焉馬（日语：烏亭焉馬）

演出：柳亭左龍
淨瑠璃作家。
- 座元

演出：本村健太郎
劇場的座元。
- 本重

演出：花柳忠彦
浄瑠璃『碁太平記白石噺』的登場人物。
- 富本齋宮太夫

演出：新濱Reon
富本豊前太夫的助手。
當道座
- 鳥山檢校（日语：鳥山玉一）

演出：市原隼人
為瀨川贖身的盲眼大富翁。
- 座頭

演出：土平丼平
當道座的座頭。
江戶市中的商店
- 和泉屋三郎兵衛

演出：田山涼成
花之井的常客。
- 和泉屋掌櫃

演出：岡村雄三
- 薪炭店的老闆

演出：綾田俊樹
薪炭店「山崎屋」的老闆。
- 尾張屋彦次郎

演出：大谷廣松
布料店。
- 白木屋彦太郎

演出：堀内正美
布料店。
- 釘屋四郎兵衛

演出：木津誠之
日本橋釘屋的老闆。
- 松／竹／梅

演出：伊藤和枝／Becky／福田麻貴
日本橋店家女老闆。
- 大引赤藏

演出：林家泰平
札差。
醫師、僧侶、女尼
- 杉田玄白

演出：山中聰
蘭學醫，解體新書譯者。
- 醫師

演出：福澤重文
替喜三二診療的醫師。
- 寂蓮

演出：岩井志麻子
女尼，捨吉熟人。
- 覺圓

演出：槙田運動
教導阿貞漢文的僧侶。
其他
- 臉上有傷疤的男子

演出：高木勝也
威脅唐丸的神秘男子。
- 四五六

演出：肥後克廣
雕刻師。
- 町娘

演出：翔野葵／森山未唯／北澤蘭／藤白麗美
- 唐丸之母

演出：向里祐香
流鶯。
- 搗年糕的人

演出：Coolpoko
- 關取

演出：遠藤／若元春／錦木
熊野屋介紹給重三郎的關取。
- 阿鍋／長屋之女

演出：中村映里子／雪見みと
長屋的居民。
- 阿津

演出：國分佐智子
提供政演住處的三味線女老師。
- きよ

演出：藤間爽子
歌麿之妻。
- 長七

演出：甲斐翔真
住在新之助長屋附近的木匠。
- 米次

演出：䋝田圭亮
與新之助同住長屋的居民。
- 柴野栗山（日语：柴野栗山）

演出：嶋田久作
儒學者，寬政三博士之一。

### 江戶幕府
德川將軍家與關係者
- 德川家治

演出：真島秀和
江戶幕府第10代將軍。
- 知保（日语：蓮光院 (徳川家治側室)）

演出：高梨臨
家治側室。
- 德川家基

演出：奧智哉
家治長男。
- 高岳

演出：富永愛
大奥老女。
- 鶴子

演出：川添野愛
已逝御台所的遠親。
德川御三卿的人們
- 一橋治濟

演出：生田斗真
一橋德川家當主，11代將軍德川家齊之父。
- 豐千代→德川家齊

演出：長尾翼→城檜吏
治濟長男，日後的11代將軍德川家齊。
- 田安治察

演出：入江甚儀
田安德川家當主，家治堂弟。
- 田安賢丸→松平定信

演出：寺田心→井上祐貴
田安德川家七男，日後實行寬政改革的松平定信。
- 清水重好

演出：落合扶樹
清水德川家當主，家治之弟。
- 寶蓮院（日语：宝蓮院）

演出：花總真理
治察之母。
- 大崎（日语：大崎 (大奥御年寄)）

演出：映美倉良
德川家齊之乳母。
- 種姬（日语：種姫）

演出：小田愛結
治察與賢丸之妹。
老中·田沼家
- 田沼意次

演出：渡邊謙
江戶幕府老中。
- 田沼意知（日语：田沼意知）

演出：宮澤冰魚
田沼意次長男。
- 田沼意致（日语：田沼意致）

演出：宮尾俊太郎
- 三浦庄司（日语：三浦庄司）

演出：原田泰造
田沼意次的側近。
- 楠半七郎

演出：宮澤壽
田沼家家臣。
- 井上伊織（日语：井上良矩）

演出：小林博
相良藩家老。
幕閣與關係者
- 松平武元（日语：松平武元）

演出：石坂浩二
老中首座。
- 松平康福（日语：松平康福）

演出：相島一之
田沼的外戚老中。
- 松平輝高（日语：松平輝高）

演出：松下哲
老中。
- 松本秀持（日语：松本秀持）

演出：吉澤悠
親田沼派的勘定奉行。
- 稻葉正明（日语：稲葉正明）

演出：木全隆浩
御用取次。
- 水野忠友（日语：水野忠友）

演出：小松和重
老中。
其他幕臣與關係者
- 長谷川平藏（日语：長谷川宣以）

演出：中村隼人
旗本，日後的鬼平。
- 磯八／仙太

演出：山口祥行／岩男海史
長谷川平蔵的跟班。
- 佐野政言（日语：佐野政言）

演出：矢本悠馬
反田沼派的「救世大明神」。
- 佐野政豊（日语：佐野政豊）

演出：吉見一豊
佐野政言之父。
- 土山宗次郎（日语：土山宗次郎）

演出：柳俊太郎
勘定組頭，狂歌師，狂名軽少ならん。
- 下女

演出：景井陽菜
田沼家的下女。
- 森忠右衛門（日语：森忠右衛門）

演出：日野陽仁
西之丸小姓組。
- 森震太郎（日语：森震太郎）

演出：永澤洋
森忠右衛門之子。
- 奉行

演出：井上和彥
町奉行。
- 表坊主

演出：ナダル (お笑い芸人)
- 曲淵景漸（日语：曲淵景漸）

演出：平田廣明
江戶北町奉行。

### 大名與其家臣
- 齋藤茂右衛門（日语：斎藤茂右衛門）

演出：藏本康文
小島松平家江戶家老。
- 水野為長（日语：水野為長）

演出：園田祥太
白河松平家在江戶的家臣。
- 德川治貞

演出：高橋英樹
紀州藩第九代藩主。
- 島津重豪

演出：田中幸太朗
薩摩藩第八代藩主。
- 松前道廣

演出：江成和己
松前藩第八代藩主。
- 松前廣年

演出：白澤直樹
松前藩江戶家老。
- 湊源左衛門（日语：湊源左衛門）

演出：信太昌之
松前藩前勘定奉行，狂名蝦夷之櫻。
- 善吉

演出：矢野正樹
松前藩勘定所雜工。
- 松平信明（日语：松平信明 (三河吉田藩主)）

演出：福山翔大
吉田松平家當主。
- 酒井忠以（日语：酒井忠以）

演出：池田倫太朗
溜間詰的大名。
- 德川治保

演出：奧野瑛太
水戶藩第六代藩主。
- 德川宗睦

演出：榎木孝明
尾張藩第九代藩主。

### 江戶‧吉原以外的人
- 船頭

演出：佐佐木健介
秩父中津川的船頭。
- 柏原屋

演出：川畑泰史
大坂的出版商。
- 吾作

演出：芋洗坂係長
德川家基鷹獵中猝死的目擊者。
- 熊野屋

演出：峰龍太
信濃的豪商。
- 長谷川

演出：伊藤富美也
越後的豪農。
- 工藤平助（日语：工藤平助）

演出：岡山一
赤蝦夷風説考的作者。

### 其他
- 九郎助稻荷

演出：綾瀨遙
稻荷神社狐狸化身，綾瀨遙兼任本劇旁白和使用智能手機的導遊。
- 八五郎／熊吉

演出：阿部亮平／山根和馬
重三郎構思提案時想像中的吉原客人。

## 幕後人員
- 編劇：森下佳子
- 配樂：約翰・葛拉翰（英语：John R. Graham (composer)）
- 旁白：綾瀨遙
- 製作統籌：藤並英樹、石村將太
- 製作人：松田恭典、藤原敬久、積田有希
- 導演：大原拓（日语：大原拓）、深川貴志、小谷高義、新田真三、大嶋慧介、寺崎英貴

## 播出日程及收視率
- 紅色字標示的為劇集播放至今關東及關西地區收視率最高值，藍色字標示的為最低值。

| 集數                                         | 播放日期      | 標題                        | 導演     | 紀行                                                                                           | 收視率 |
| -------------------------------------------- | ------------- | --------------------------- | -------- | ---------------------------------------------------------------------------------------------- | ------ |
| 1                                            | 2025年1月5日  | 恩重如山鳥齊鳴 （ありがた山の寒がらす）         | 大原拓   | 吉原神社（東京都台東區） 淨閑寺（東京都荒川區）                                                | 12.6%  |
| 2                                            | 2025年1月12日 | 吉原導覽『這就是江戶』 （吉原細見『嗚呼(ああ)御江戸』） | 大原拓   | 大樟樹（東京都文京區） 神田橋（東京都千代田區）                                                | 12.0%  |
| 3                                            | 2025年1月19日 | 一目千本『花華角力』 （千客万来『一目千本』）   | 大原拓   | 西尾市岩瀨文庫（愛知縣西尾市）                                                                 | 11.7%  |
| 4                                            | 2025年1月26日 | 『雛形若菜』的甜蜜陷阱 （『雛(ひな)形若菜』の甘い罠(わな)） | 深川貴志 | 北之丸公園（田安門）（東京都千代田區）                                                         | 10.5%  |
| 5                                            | 2025年2月2日  | 蔦重與唐丸 因果的糾纏 （蔦(つた)に唐丸因果の蔓(つる)）  | 大原拓   | 埼玉縣森林科學館（埼玉縣秩父市）                                                               | 10.6%  |
| 6                                            | 2025年2月9日  | 脫鱗現形的『節用集』 （鱗(うろこ)剥がれた『節用集』）   | 深川貴志 | 日枝神社（東京都千代田區）                                                                     | 10.2%  |
| 7                                            | 2025年2月16日 | 千載難逢『籬乃花』 （好機到来『籬(まがき)の花』）     | 深川貴志 | 山谷堀公園（東京都台東區）                                                                     | 10.0%  |
| 8                                            | 2025年2月23日 | 逆襲的『金閃大師』 （逆襲の『金々先生』）     | 新田真三 | 瀧泉寺（目黑不動尊）（東京都目黑區）                                                           | 09.8%  |
| 9                                            | 2025年3月2日  | 玉菊燈籠 情愛地獄 （玉菊燈籠恋の地獄）      | 新田真三 | 鷲神社・長國寺（東京都台東區）                                                                 | 10.4%  |
| 10                                           | 2025年3月9日  | 『青楼美女』所做之夢 （『青楼美人』の見る夢は）   | 大原拓   | 堺町・葺屋町芝居町遺跡（東京都中央區）                                                         | 10.6%  |
| 11                                           | 2025年3月16日 | 富本、仁義男兒馬面 （富本、仁義の馬面）     | 小谷高義 | 日光東照宮（栃木縣日光市） 錫杖寺（埼玉縣川口市） 利根川（栗橋關所房川渡遺跡）（埼玉縣久喜市） | 09.6%  |
| 12                                           | 2025年3月23日 | 俄祭『明月余情』 （俄(にわか)なる『明月余情』）       | 小谷高義 | 佐竹家上屋敷遺跡（佐竹商店街）（東京都台東區）                                                 | 09.9%  |
| 13                                           | 2025年3月30日 | 動搖江戶的座頭金 （お江戸揺るがす座頭金）       | 深川貴志 | 八橋檢校顯彰碑（東京都台東區） 杉山流鍼治稽古所遺跡地（東京都墨田區）                          | 09.6%  |
| 14                                           | 2025年4月6日  | 蔦重瀨川夫婦之夢 （蔦重瀬川夫婦道中）       | 新田真三 | 西德寺（東京都台東區）                                                                         | 10.8%  |
| 15                                           | 2025年4月13日 | 帶來死亡的手套 （死を呼ぶ手袋）         | 大原拓   | 池上養源寺（東京都大田區） 濱離宮恩賜庭園（東京都中央區）                                      | 09.9%  |
| 16                                           | 2025年4月20日 | 再會源內 迎向蓬萊 （さらば源内、見立は蓬莱(ほうらい)）      | 大原拓   | 平賀源內墓（東京都台東區） 平賀源內紀念館（香川縣讚岐市）                                      | 09.6%  |
| 17                                           | 2025年5月4日  | 如櫻盛開的教材好生意 （乱れ咲き往来の桜）   | 深川貴志 | 相良城本丸跡（牧之原市史料館）（静岡縣牧之原市）                                               | 09.5%  |
| 18                                           | 2025年5月11日 | 歌麿呀 幸見一炊之夢 （歌麿よ、見徳(みるがとく)は一炊夢(いっすいのゆめ)）    | 小谷高義 | 雜司谷鬼子母神堂（東京都豐島區）                                                               | 09.6%  |
| 19                                           | 2025年5月18日 | 鱗老板的餞別禮 （鱗(うろこ)の置き土産）         | 大嶋慧介 | 池洲稻荷神社（東京都中央區）                                                                   | 10.2%  |
| 20                                           | 2025年5月25日 | 惺忪語錄 （寝惚（ぼ）けて候）               | 大嶋慧介 | 淨榮寺（東京都新宿區）                                                                         | 09.7%  |
| 21                                           | 2025年6月1日  | 蝦夷櫻上野屁音 （蝦夷桜上野屁音）         | 大原拓   | 國立愛努民族博物館（北海道白老町）                                                             | 10.0%  |
| 22                                           | 2025年6月8日  | 在下乃是酒後亂性 （小生、酒上不埒にて）       | 深川貴志 | 小島陣屋遺跡（靜岡縣靜岡市）                                                                   | 09.4%  |
| 23                                           | 2025年6月15日 | 江戶第一好眼光 （我こそは江戸一利者なり）         | 深川貴志 | 三囲神社（東京都墨田區） 熊野神社（埼玉縣川越市）                                              | 08.8%  |
| 24                                           | 2025年6月22日 | 實在無情日本橋 （げにつれなきは日本橋）         | 小谷高義 | 福山城（北海道松前町）                                                                         | 08.1%  |
| 25                                           | 2025年6月29日 | 日本橋 下起灰雨 （灰の雨降る日本橋）        | 大原拓   | 蔦屋重三郎『耕書堂』遺跡（東京都中央區）                                                       | 09.3%  |
| 26                                           | 2025年7月6日  | 三個女人 （三人の女）               | 大原拓   | 紀伊和歌山藩德川家屋敷遺跡（東京都千代田區） 和歌山城（和歌山縣和歌山市）                      | 09.8%  |
| 27                                           | 2025年7月13日 | 願死春時花影下 （願わくば花の下にて春死なん）         | 大嶋慧介 | 唐澤山城遺跡（栃木縣佐野市） 佐野善左衛門宅遺跡（東京都千代田區）                              | 09.3%  |
| 28                                           | 2025年7月27日 | 佐野濟世大明神 （佐野世直大明神）         | 深川貴志 | 平田寺（靜岡縣牧之原市） 德本寺（東京都台東區）                                                | 09.7%  |
| 29                                           | 2025年8月3日  | 江戶男兒蔦屋的復仇記 （江戸生蔦屋仇討）   | 寺崎英貴 | 木場公園（東京都江東區）                                                                       | 08.8%  |
| 30                                           | 2025年8月10日 | 學人精歌麿 （人まね歌麿）             | 小谷高義 | 小峰城三重櫓與前御門（福島縣白河市）                                                           | 09.4%  |
| 31                                           | 2025年8月17日 | 我名為天 （我が名は天）               | 大嶋慧介 | 寬永寺（東京都台東區）                                                                         | 09.0%  |
| （收視率由Video Research於日本關東地區統計） |               |                             |          |                                                                                                |        |

## 外部連結
- NHK大河劇 豈有此理〜蔦重繁華如夢故事〜 （页面存档备份，存于）（日語）
- 豈有此理～蔦重繁華如夢故事～的X（前Twitter）
- 豈有此理～蔦重繁華如夢故事～的Instagram帳戶

| 日本 NHK综合频道 週日20:00 - 20:45   | 日本 NHK综合频道 週日20:00 - 20:45                    | 日本 NHK综合频道 週日20:00 - 20:45 |
| ------------------------------------ | ----------------------------------------------------- | ---------------------------------- |
|                                      | 豈有此理〜蔦重繁華如夢故事〜 （2025.01.05 - 2025.12） |                                    |
| 致光之君 （2024.01.07 - 2024.12.15） | 豐臣兄弟！ （2026.01.04 - 2026.12）                   |                                    |